# Östervallskogs socken
Östervallskogs socken i Värmland ingick i Nordmarks härad, ingår sedan 1974 i Årjängs kommun och motsvarar från 2016 Östervallskogs distrikt.
Socknens areal är 149,07 kvadratkilometer varav 137,61 land. År 2000 fanns här 495 invånare.  Kyrkbyn Bön med sockenkyrkan Östervallskogs kyrka ligger i socknen.   

## Administrativ historik
Socknen har medeltida ursprung. 
Vid kommunreformen 1862 övergick socknens ansvar för de kyrkliga frågorna till Östervallskogs församling och för de borgerliga frågorna bildades Östervallskogs landskommun. Landskommunen uppgick 1952 i Töcksmarks landskommun som 1974 uppgick i Årjängs kommun.
1 januari 2016 inrättades distriktet Östervallskog, med samma omfattning som församlingen hade 1999/2000.  
Socknen har tillhört län, fögderier, tingslag och domsagor enligt vad som beskrivs i artikeln Nordmarks härad. De indelta soldaterna tillhörde Värmlands regemente, Nordmarks kompani.

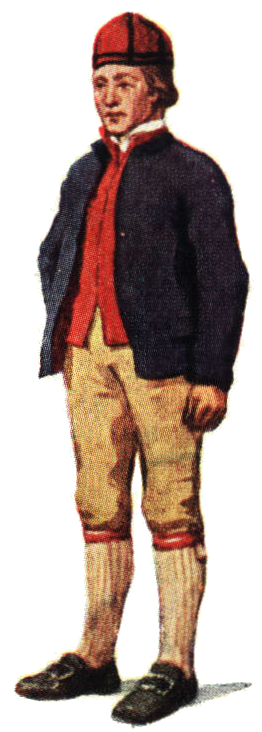
Folkdräkt från Östervallskog

## Geografi
Östervallskogs socken väster om Arvika kring sjön Östen och dess utloppså. Socknen är en starkt kuperad skogsbygd med flera höjder som når över 300 meter över havet.
Hemman inom socknen är bland andra Bön, Amunderud, Stommen, Navarsviken, Strömmer, Björkenäs, Rommenäs, Ivarsbyn, Bottner och Djurskog.

## Fornlämningar
Från stenåldern är boplatser funna.

## Namnet
Namnet skrevs på 1531 Östervalskoffh' och 1564 Östawatnskoghe och betyder 'skogsbygden kring sjön Östen' men kan tidigare varit Öfstavatn, 'den översta sjön'.

## Befolkningsutveckling
| Befolkningsutvecklingen i Östervallskogs socken 1750–1990                                                | Befolkningsutvecklingen i Östervallskogs socken 1750–1990 | Befolkningsutvecklingen i Östervallskogs socken 1750–1990 | Befolkningsutvecklingen i Östervallskogs socken 1750–1990 | Befolkningsutvecklingen i Östervallskogs socken 1750–1990 |
| --- | --------------------------------------------------------- | --------------------------------------------------------- | --------------------------------------------------------- | --------------------------------------------------------- |
| |                                                           |                                                           |                                                           |                                                           |
| År |                                                           |                                                           | Folkmängd                                                 |                                                           |
| 1750 | 1750                                                      |                                                           | 425                                                       |                                                           |
| 1760 | 1760                                                      |                                                           | 501                                                       |                                                           |
| 1769 | 1769                                                      |                                                           | 584                                                       |                                                           |
| 1780 | 1780                                                      |                                                           | 637                                                       |                                                           |
| 1790 | 1790                                                      |                                                           | 645                                                       |                                                           |
| 1800 | 1800                                                      |                                                           | 721                                                       |                                                           |
| 1810 | 1810                                                      |                                                           | 701                                                       |                                                           |
| 1820 | 1820                                                      |                                                           | 754                                                       |                                                           |
| 1830 | 1830                                                      |                                                           | 945                                                       |                                                           |
| 1840 | 1840                                                      |                                                           | 1 008                                                     |                                                           |
| 1850 | 1850                                                      |                                                           | 1 138                                                     |                                                           |
| 1860 | 1860                                                      |                                                           | 1 252                                                     |                                                           |
| 1870 | 1870                                                      |                                                           | 1 178                                                     |                                                           |
| 1880 | 1880                                                      |                                                           | 1 171                                                     |                                                           |
| 1890 | 1890                                                      |                                                           | 1 198                                                     |                                                           |
| 1900 | 1900                                                      |                                                           | 1 194                                                     |                                                           |
| 1910 | 1910                                                      |                                                           | 1 079                                                     |                                                           |
| 1920 | 1920                                                      |                                                           | 1 105                                                     |                                                           |
| 1930 | 1930                                                      |                                                           | 1 096                                                     |                                                           |
| 1940 | 1940                                                      |                                                           | 1 075                                                     |                                                           |
| 1950 | 1950                                                      |                                                           | 991                                                       |                                                           |
| 1960 | 1960                                                      |                                                           | 856                                                       |                                                           |
| 1970 | 1970                                                      |                                                           | 634                                                       |                                                           |
| 1980 | 1980                                                      |                                                           | 525                                                       |                                                           |
| 1990 | 1990                                                      |                                                           | 510                                                       |                                                           |
| Anm: Källor: Umeå universitet - Tabellverket 1749-1859, Demografiska databasen, CEDAR, Umeå universitet. |                                                           |                                                           |                                                           |                                                           |